# Liễu Hà
Liễu Hà (chữ Hán giản thể: 柳河县) là một huyện thuộc địa cấp thị Thông Hóa, tỉnh Cát Lâm, Cộng hòa Nhân dân Trung Hoa. Huyện này có diện tích 3.348 km², dân số 360.000 người. Mã số bưu chính là 135300. Chính quyền huyện đóng tại trấn Liễu Hà. Về mặt hành chính, huyện này được chia thành 12 trấn, 10 hương và 1 hương dân tộc.
- Trấn: Liễu Hà, Cô Sơn Tử, Ngũ Đạo Câu, Đà Yêu Lĩnh, trấn dân tộc Triều Tiên Tam Nguyên, Thánh Thủy, Lương Thủy Hà Tử, La Thông Sơn, An Khẩu, Hướng Dương, Hồng Thạch, Hanh Thông.
- Hương: Thành Quan, Tân Phát, Thái Bình Xuyên, Thời Gia Điếm, Lan Sơn, Liễu Nam, Kim Thắng, Đại Miếu Tử, 砬 Môn Tử, Nhị Đạo Câu.
- Hương dân tộc Triều Tiên Khương Gia.

## Khí hậu
| Dữ liệu khí hậu của Liễu Hà, elevation 362 m (1.188 ft), (1991–2020 normals, extremes 1981–2010) | Dữ liệu khí hậu của Liễu Hà, elevation 362 m (1.188 ft), (1991–2020 normals, extremes 1981–2010) | Dữ liệu khí hậu của Liễu Hà, elevation 362 m (1.188 ft), (1991–2020 normals, extremes 1981–2010) | Dữ liệu khí hậu của Liễu Hà, elevation 362 m (1.188 ft), (1991–2020 normals, extremes 1981–2010) | Dữ liệu khí hậu của Liễu Hà, elevation 362 m (1.188 ft), (1991–2020 normals, extremes 1981–2010) | Dữ liệu khí hậu của Liễu Hà, elevation 362 m (1.188 ft), (1991–2020 normals, extremes 1981–2010) | Dữ liệu khí hậu của Liễu Hà, elevation 362 m (1.188 ft), (1991–2020 normals, extremes 1981–2010) | Dữ liệu khí hậu của Liễu Hà, elevation 362 m (1.188 ft), (1991–2020 normals, extremes 1981–2010) | Dữ liệu khí hậu của Liễu Hà, elevation 362 m (1.188 ft), (1991–2020 normals, extremes 1981–2010) | Dữ liệu khí hậu của Liễu Hà, elevation 362 m (1.188 ft), (1991–2020 normals, extremes 1981–2010) | Dữ liệu khí hậu của Liễu Hà, elevation 362 m (1.188 ft), (1991–2020 normals, extremes 1981–2010) | Dữ liệu khí hậu của Liễu Hà, elevation 362 m (1.188 ft), (1991–2020 normals, extremes 1981–2010) | Dữ liệu khí hậu của Liễu Hà, elevation 362 m (1.188 ft), (1991–2020 normals, extremes 1981–2010) | Dữ liệu khí hậu của Liễu Hà, elevation 362 m (1.188 ft), (1991–2020 normals, extremes 1981–2010) |
| Tháng                                                                                            | 1                                                                                                | 2                                                                                                | 3                                                                                                | 4                                                                                                | 5                                                                                                | 6                                                                                                | 7                                                                                                | 8                                                                                                | 9                                                                                                | 10                                                                                               | 11                                                                                               | 12                                                                                               | Năm                                                                                              |
| ------------------------------------------------------------------------------------------------ | ------------------------------------------------------------------------------------------------ | ------------------------------------------------------------------------------------------------ | ------------------------------------------------------------------------------------------------ | ------------------------------------------------------------------------------------------------ | ------------------------------------------------------------------------------------------------ | ------------------------------------------------------------------------------------------------ | ------------------------------------------------------------------------------------------------ | ------------------------------------------------------------------------------------------------ | ------------------------------------------------------------------------------------------------ | ------------------------------------------------------------------------------------------------ | ------------------------------------------------------------------------------------------------ | ------------------------------------------------------------------------------------------------ | ------------------------------------------------------------------------------------------------ |
| Cao kỉ lục °C (°F)                                                                               | 5.7 (42.3)                                                                                       | 13.3 (55.9)                                                                                      | 18.3 (64.9)                                                                                      | 29.8 (85.6)                                                                                      | 33.5 (92.3)                                                                                      | 34.7 (94.5)                                                                                      | 36.1 (97.0)                                                                                      | 35.1 (95.2)                                                                                      | 29.9 (85.8)                                                                                      | 27.5 (81.5)                                                                                      | 19.4 (66.9)                                                                                      | 10.2 (50.4)                                                                                      | 36.1 (97.0)                                                                                      |
| Trung bình ngày tối đa °C (°F)                                                                   | −7.0 (19.4)                                                                                      | −2.4 (27.7)                                                                                      | 4.9 (40.8)                                                                                       | 14.6 (58.3)                                                                                      | 21.7 (71.1)                                                                                      | 25.8 (78.4)                                                                                      | 27.9 (82.2)                                                                                      | 26.9 (80.4)                                                                                      | 22.2 (72.0)                                                                                      | 14.5 (58.1)                                                                                      | 3.5 (38.3)                                                                                       | −4.8 (23.4)                                                                                      | 12.3 (54.2)                                                                                      |
| Trung bình ngày °C (°F)                                                                          | −14.4 (6.1)                                                                                      | −9.5 (14.9)                                                                                      | −1.1 (30.0)                                                                                      | 8.1 (46.6)                                                                                       | 15.3 (59.5)                                                                                      | 20.1 (68.2)                                                                                      | 23.0 (73.4)                                                                                      | 21.5 (70.7)                                                                                      | 15.3 (59.5)                                                                                      | 7.4 (45.3)                                                                                       | −2.2 (28.0)                                                                                      | −11.2 (11.8)                                                                                     | 6.0 (42.8)                                                                                       |
| Tối thiểu trung bình ngày °C (°F)                                                                | −20.3 (−4.5)                                                                                     | −15.7 (3.7)                                                                                      | −6.6 (20.1)                                                                                      | 1.8 (35.2)                                                                                       | 9.0 (48.2)                                                                                       | 14.9 (58.8)                                                                                      | 18.6 (65.5)                                                                                      | 17.1 (62.8)                                                                                      | 9.6 (49.3)                                                                                       | 1.5 (34.7)                                                                                       | −7.3 (18.9)                                                                                      | −16.7 (1.9)                                                                                      | 0.5 (32.9)                                                                                       |
| Thấp kỉ lục °C (°F)                                                                              | −38.6 (−37.5)                                                                                    | −34.8 (−30.6)                                                                                    | −25.9 (−14.6)                                                                                    | −12.6 (9.3)                                                                                      | −3.7 (25.3)                                                                                      | 4.6 (40.3)                                                                                       | 9.2 (48.6)                                                                                       | 3.7 (38.7)                                                                                       | −4.5 (23.9)                                                                                      | −12.5 (9.5)                                                                                      | −27.3 (−17.1)                                                                                    | −33.0 (−27.4)                                                                                    | −38.6 (−37.5)                                                                                    |
| Lượng Giáng thủy trung bình mm (inches)                                                          | 7.7 (0.30)                                                                                       | 11.7 (0.46)                                                                                      | 22.8 (0.90)                                                                                      | 39.2 (1.54)                                                                                      | 69.8 (2.75)                                                                                      | 95.1 (3.74)                                                                                      | 172.4 (6.79)                                                                                     | 177.0 (6.97)                                                                                     | 64.3 (2.53)                                                                                      | 44.5 (1.75)                                                                                      | 30.7 (1.21)                                                                                      | 12.2 (0.48)                                                                                      | 747.4 (29.42)                                                                                    |
| Số ngày giáng thủy trung bình (≥ 0.1 mm)                                                         | 7.1                                                                                              | 5.9                                                                                              | 7.4                                                                                              | 9.0                                                                                              | 12.1                                                                                             | 14.3                                                                                             | 14.8                                                                                             | 14.3                                                                                             | 9.0                                                                                              | 8.7                                                                                              | 8.6                                                                                              | 7.7                                                                                              | 118.9                                                                                            |
| Số ngày tuyết rơi trung bình                                                                     | 9.3                                                                                              | 7.6                                                                                              | 8.4                                                                                              | 3.3                                                                                              | 0                                                                                                | 0                                                                                                | 0                                                                                                | 0                                                                                                | 0                                                                                                | 1.7                                                                                              | 7.6                                                                                              | 9.5                                                                                              | 47.4                                                                                             |
| Độ ẩm tương đối trung bình (%)                                                                   | 67                                                                                               | 63                                                                                               | 59                                                                                               | 53                                                                                               | 58                                                                                               | 68                                                                                               | 78                                                                                               | 80                                                                                               | 75                                                                                               | 67                                                                                               | 68                                                                                               | 68                                                                                               | 67                                                                                               |
| Số giờ nắng trung bình tháng                                                                     | 166.8                                                                                            | 180.0                                                                                            | 212.5                                                                                            | 209.2                                                                                            | 233.3                                                                                            | 218.9                                                                                            | 195.7                                                                                            | 196.5                                                                                            | 209.8                                                                                            | 194.6                                                                                            | 155.4                                                                                            | 151.0                                                                                            | 2.323,7                                                                                          |
| Phần trăm nắng có thể                                                                            | 57                                                                                               | 60                                                                                               | 57                                                                                               | 52                                                                                               | 52                                                                                               | 48                                                                                               | 43                                                                                               | 46                                                                                               | 57                                                                                               | 58                                                                                               | 54                                                                                               | 54                                                                                               | 53                                                                                               |
| Nguồn: China Meteorological Administration                                                       |                                                                                                  |                                                                                                  |                                                                                                  |                                                                                                  |                                                                                                  |                                                                                                  |                                                                                                  |                                                                                                  |                                                                                                  |                                                                                                  |                                                                                                  |                                                                                                  |                                                                                                  |